# Collège-lycée Ampère
Pour les articles homonymes, voir Ampère (homonymie).
Le collège-lycée Ampère est un établissement scolaire situé dans le 2e arrondissement de Lyon. Initialement appelé collège de la Trinité au XVIe siècle, lycée impérial sous Napoléon, collège royal sous la Restauration, il devient lycée Ampère en 1888.
Il se distingue par la diversité des langues enseignées : outre le russe et l'hebreu, l'établissement est le seul lycée public de l'académie de Lyon, avec la cité scolaire internationale (CSI), à dispenser des cours de japonais.

## Historique

### Le collège la Trinité (1519–1565)
En 1519, la confrérie de la Trinité, qui possède des terrains sur la rue Neuve (actuel passage Ménestrier) depuis 1306, ouvre une école dans une grange dont elle est propriétaire. L'institution connait un vif succès. Incapable d'y faire face, la confrérie entame des pourparlers avec les échevins afin que Ville puisse se charger de la direction financière de l’école. Symphorien Champier appuie cette demande dans le but d'établir un grand collège municipal, la ville ne possédant pas d'université à cette époque. Le 21 juillet 1527, un contrat est passé, dans l’hôtel-Dieu, entre la confrérie et la Ville afin de transférer leur école, désormais appelée « Collège Confrérie de la Trinité ». Le contrat prévoit également que la confrérie cède un certain nombre de bâtiments enfin de loger les écoliers et les professeurs. Le collège est alors bordé au sud par la rue Neuve, au nord par la rue Pas-Étroit et à l’est par la rue de la Fusterie qui longeait les remparts du Rhône. Les bâtiments cédés sont délabrés et nécessitent des réparations.
C'est le premier collège mixte de France. La poétesse Louise Labé y  étudie, ainsi que Pernette du Guillet. Cette expérience d'avant garde  permet à des roturiers d'accéder à l'enseignement. Avec leur mentor, Maurice Scève, Louise Labé, fille de cordier, Pernette et d'autres, constituent ce qu'on appelle l'« école de Lyon », fameuse association de poètes humanistes.
En 1540 est nommé directeur le poète Barthélemy Aneau, qui dirige l'institution jusqu'à ce qu'il soit massacré en 1561, car soupçonné d'être gagné à la Réforme, lors d'incidents mettant aux prises catholiques et protestants à l'occasion d'une procession dans Lyon.

### Le collège des Jésuites (1565–1763)

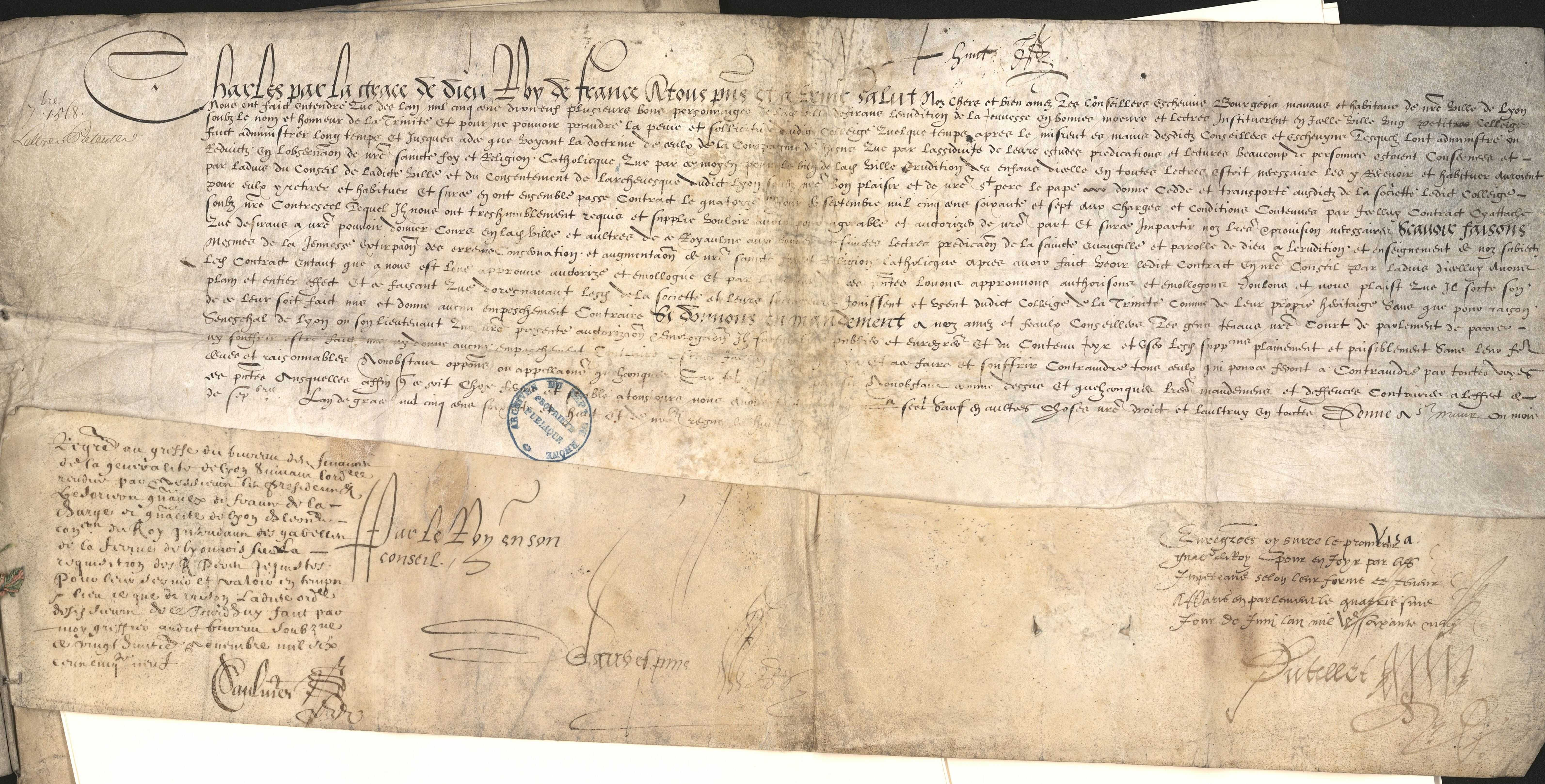
Lettres de Charles IX confirmant la fondation du collège, septembre 1568.

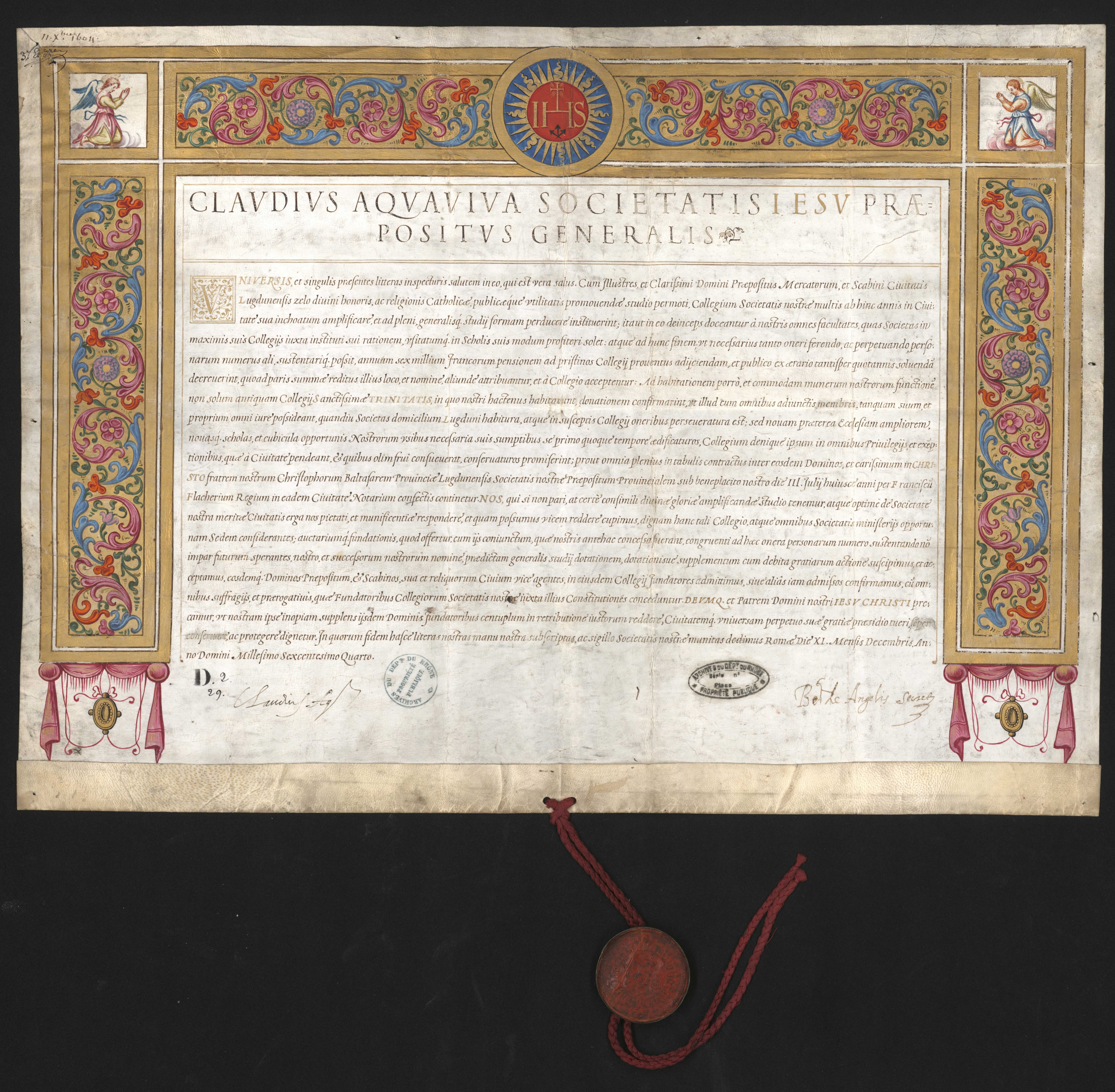
Bref de Claudio Acquaviva, général de la compagnie de Jésus, en faveur du collège de la Trinité (11 décembre 1604).

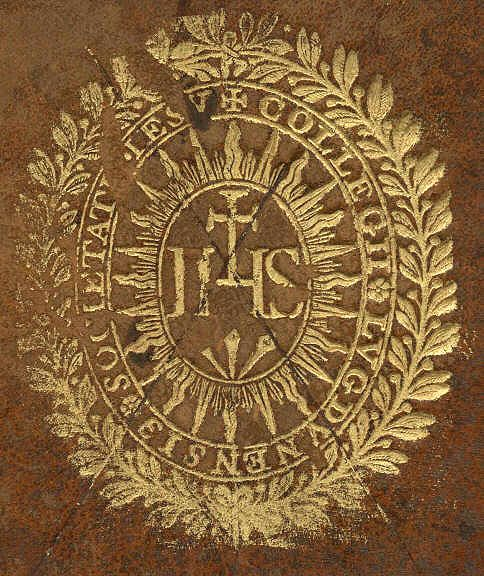
Fer de reliure du Collège de la Trinité. Reliure estampée à chaud.

Dans les années 1560, le collège est considéré comme un foyer d'hérésie protestante. Le 1er mai 1565, le Consulat signe un contrat avec les Jésuites afin de leur confier le collège. Un bref de Pie IV confirme l'accord le 15 aout 1565. Le 3 octobre suivant, les Jésuites ouvrent leurs classes. Un nouveau contrat est signé le 14 septembre 1567. Celui-ci prévoit que les jésuites assurent gratuitement l’enseignement public, mais qu'ils ne prennent pas en charge le pensionnat. Cet accord est confirmé par Charles IX et par l’archevêque de Lyon en septembre 1568. Un second contrat de fondation est par ailleurs signé le 6 août 1571 et ratifié le 6 septembre par François Borgia. En 1567, et conformément au traité de 1527, les Confrères de la Trinité cèdent leurs granges aux jésuites, notamment celles occupées naguère par l’artillerie royale. De nouvelles salles de classe et une chapelle y sont aménagées. Mais le collège s’avère rapidement trop exigu. Le consulat et les recteurs de la Charité cèdent aux Jésuites des terrains. En 1583, les jésuites acceptent de rouvrir le pensionnat et prévoient d'ériger un nouveau bâtiment.
Mais la disgrâce et l'exil des jésuites après la tentative d’assassinat d’Henri IV en 1594 mettent par là fin aux projets d’agrandissement du collège. L’édit de Rouen, signé le 3 septembre 1603, les autorise à rouvrir leurs anciennes maisons. Les Jésuites reviennent à Lyon le 2 janvier 1604 et signent avec le Consulat un nouveau contrat le 3 juillet 1604. Le projet d'agrandissement reprend. Il est validé par un bref de Claudio Acquaviva, le 16 décembre 1604. En juin 1606, il est envisagé de transférer le collège aux Terreaux, à l'emplacement de l’actuel hôtel de Ville. Le projet n'aboutissant pas, les jésuites font l'acquisition de terrains autour des bâtiments existants. Le 29 novembre  1607, un premier plan est présenté au consulat. Attribué à Étienne Martellange, ce projet est conforme au programme défini par le canon XI de la première Congrégation générale de 1558. Le 19 décembre 1607, la première pierre est posée par le prévôt des marchands et les échevins, du côté de l’angle nord-ouest du collège. Les plans semblent avoir été modifiés en cours de route, mais sans remise en cause importante du projet initial. Les travaux durent au moins neuf ans.
Dans la nuit du 30 janvier 1644, la partie nord-ouest, dans laquelle se trouvent des classes et le premier pensionnat, est détruite par un incendie. La reconstruction, largement financée par la reine Anne d'Autriche, est assurée sous la maîtrise d’œuvre de Simon Maupin. Les travaux sont réalisés entre 1645 et 1657.
Le collège de la Trinité intègre de nombreux édifices dont la vocation première n'est pas l'enseignement. Ainsi huit chapelles de congrégations sont construites (chapelle de l'Assomption, dite des Messieurs, chapelle des Affaneurs, chapelle des grands artisans). Sont également implantés une bibliothèque et un médaillier, un observatoire, un théâtre et une apothicairerie. Les bâtiments du collège n'évoluent plus jusqu'à la seconde moitié du XVIIIe siècle.
Ceux-ci y rétablissent la discipline et les études, entamant une période de prospérité pour le collège à la satisfaction des Lyonnais. L'appellation Grand collège date de cette période, par opposition au Petit collège ou Collège Notre-Dame, créé en 1630, résultat du succès des Jésuites auprès de la bourgeoisie lyonnaise.
En 1702 est fondé au sein du collège de la Trinité le premier observatoire astronomique de la ville de Lyon. Celui-ci est construit au sommet de la chapelle de la Trinité par Jean de Saint-Bonnet et connaîtra sa période de plus grande activité de 1740 à 1762 sous la direction de Laurent Béraud qui aura notamment Joseph Lalande comme élève. L'observatoire sera en grande partie détruit en octobre 1793 pendant le siège de Lyon. À la suite de la création de la faculté des sciences de Lyon, il déménage au palais Saint-Pierre en 1863 mais les observations y seront impossibles.

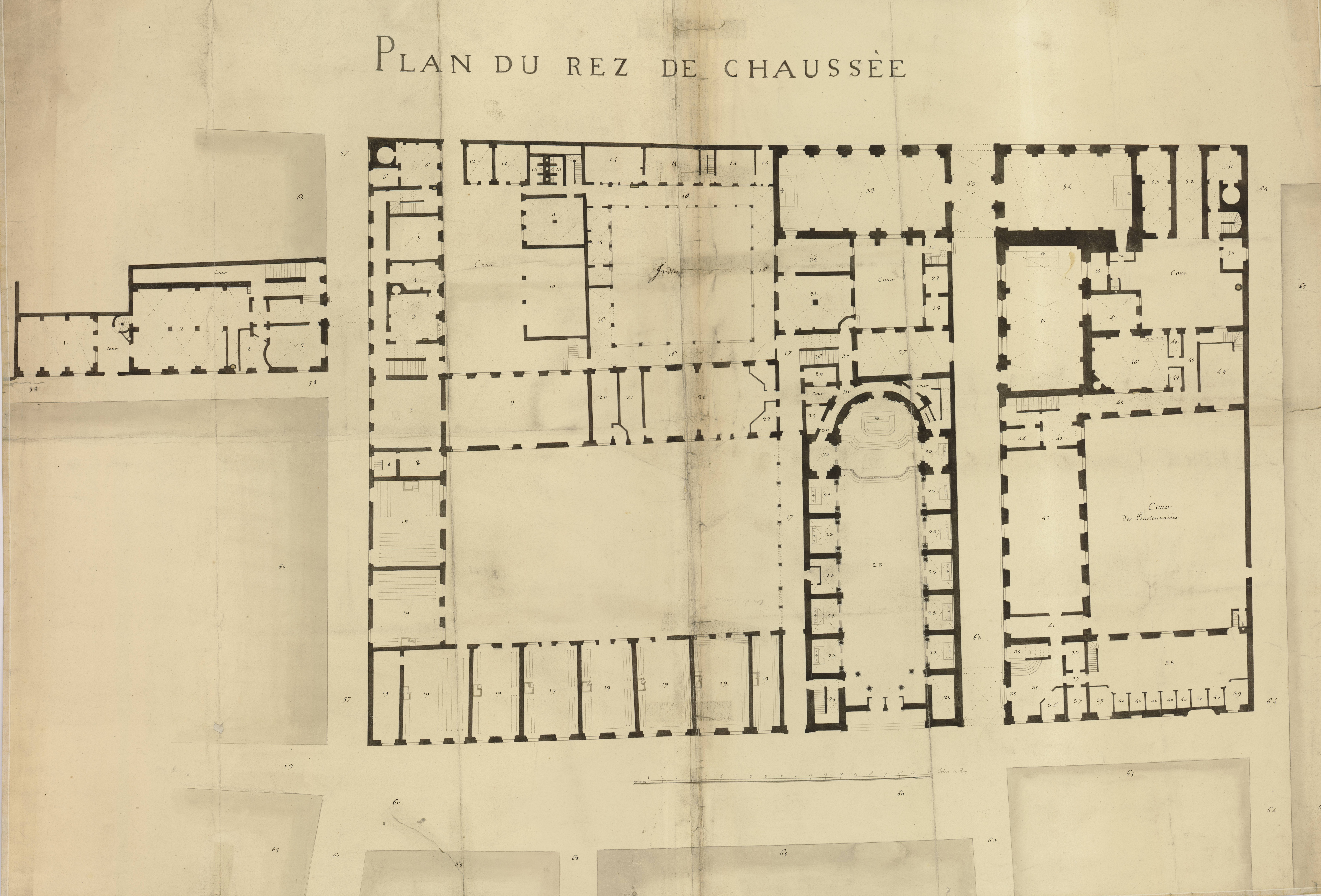
Collège de la Trinité, plan du rez-de-chaussée en 1763.
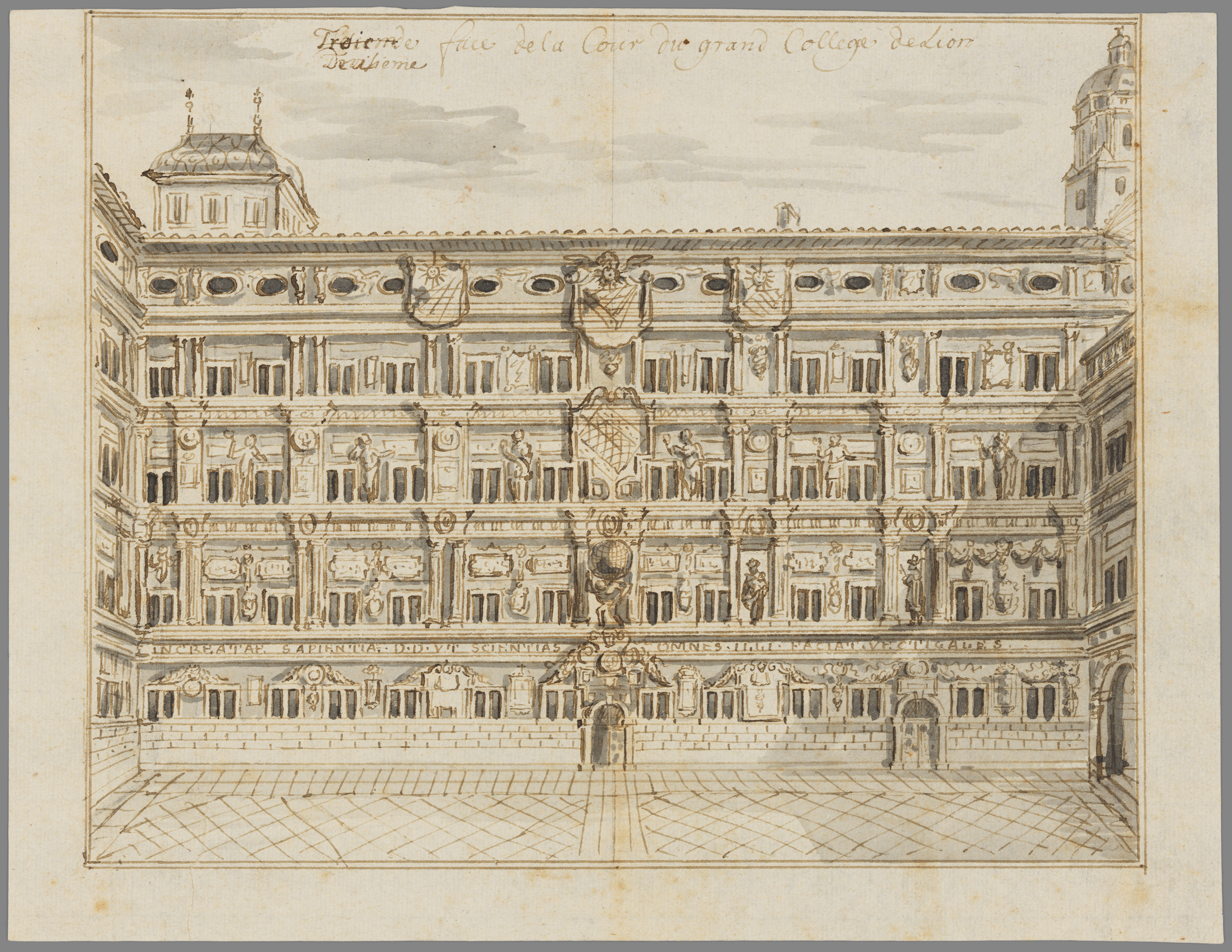
Façade de la cour intérieure, proposition de 1663.
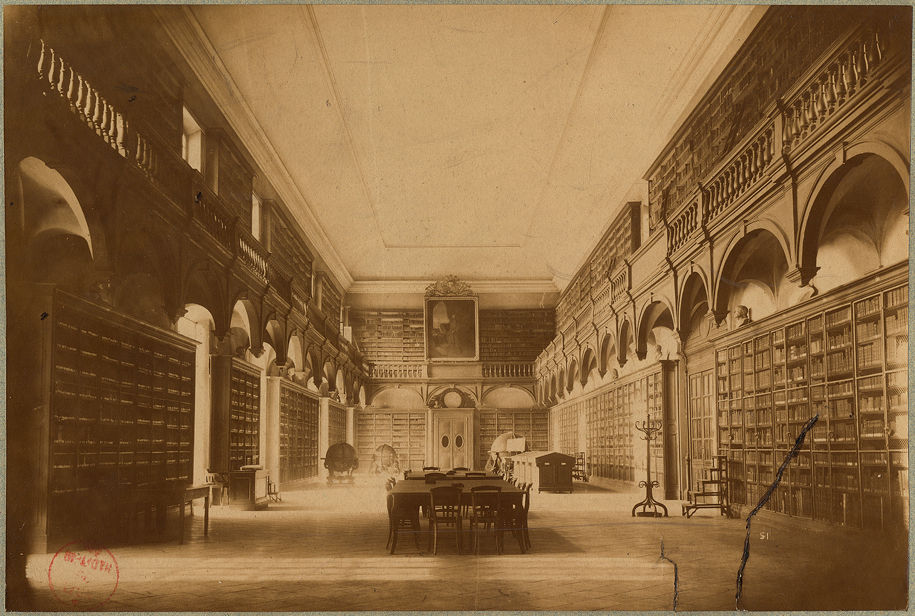
Ancienne bibliothèque du collège, démontée entre 1911 et 1924.
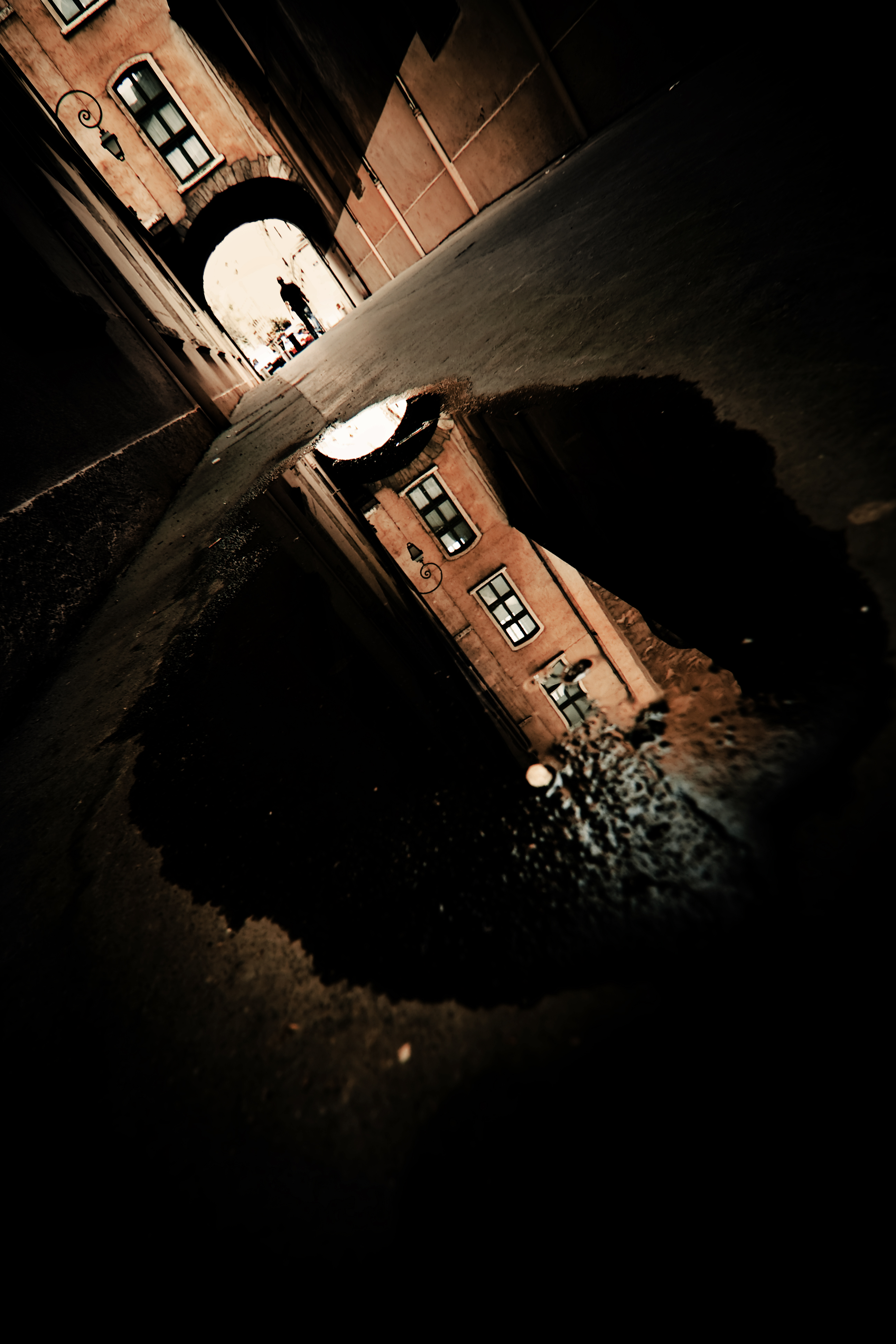
Le passage Ménestrier qui sépare le collège du pensionnat.

### La reprise par les oratoriens (1763-1792)
En 1763, à la suite de la suppression de l'ordre des Jésuites en France, le consulat de Lyon reprend en main l'administration des deux collèges et la confie à un Bureau des collèges de neuf membres, composé d'ecclésiastiques, de magistrats, d'officiers municipaux et de notables.
L'enseignement est alors repris par les Oratoriens, qui l'assurent jusqu'en 1792.
Afin de prolonger la bibliothèque par une terrasse sur le Rhône, les oratoriens font construire entre 1766 et 1768 une nouvelle aile sur le quai du Rhône à l'emplacement de l'apothicairerie et des écuries.

### Depuis la Révolution
Pendant la Révolution, l’édifice est occupé par les troupes de la Convention et renommé École centrale. Napoléon Bonaparte, alors Premier consul  est proclamé Président de la République italienne lors de la consulte de Lyon tenue dans la grande chapelle du lycée. Par un arrêté consulaire du 24 vendémiaire an XI (16 octobre 1802), l’établissement est transformé en Lycée impérial. Louis Annet de Nompère de Champagny (1757-1827) (frère du duc de Cadore), prêtre et recteur de l'académie de Lyon (3 février 1809), fut proviseur du lycée de Lyon depuis le 3 février 1810 et ce pendant quatre ans et demi.
Sous la Restauration, il prend le nom de Collège royal, jusqu'à la révolution de 1848, à partir de laquelle il devient Lycée de Lyon.
En 1881, une épidémie de typhoïde se déclare en mars et touche un grand nombre d'élèves, obligeant l'établissement à repousser la date de la rentrée après les vacances de Pâques.
En 1888, il est nommé Lycée Ampère, en l'honneur du physicien André-Marie Ampère.
Depuis 1904, le lycée possède une annexe dans le 3e arrondissement de Lyon, dénommée Lycée Ampère-Saxe, une autre fut créée en 1908, à Perrache.

## Patrimoine architectural

### La chapelle de la Trinité
La chapelle de la Trinité dite aussi « grande chapelle » fut édifiée au sein du collège-lycée Ampère, au sein des bâtiments du Grand Collège, entre 1617 et 1622 dans le style baroque, par le frère jésuite architecte Étienne Martellange. Elle fut le premier bâtiment ecclésiastique de style baroque de Lyon avec l'église de l'église Saint-Bruno des Chartreux, dans un contexte de Contre-Réforme. Elle était utilisée et gérées par les jésuites pour être destinée aux élèves du collège. Deux campagnes d'embellissement modifient son aspect au XVIIIe siècle. Entre 1699 et 1702 l'architecte Jean Delamonce modifie la tribune chorale et donne les dessins de la chaire (disparue) ; entre 1731 et 1734 son fils Ferdinand, peintre et architecte, redécore le chœur et fait orner les murs et pilastres de parements de marbres polychromes. Classée en 1939 monument historique, elle tomba cependant dans l'oubli et servit même de salle de gymnastique, et perdit une partie de son mobilier. Restaurée dans les années 1990 par la municipalité de Lyon et la région Rhône-Alpes, pour un coût de 1 700 000 euros, elle abrite de nos jours régulièrement des concerts de musique classique.
Au-dessus du porche de l'église, est construit en 1702-1703 un observatoire. L'édifice était constituée d'une salle de plan rectangulaire éclairée de quatre baies rectangulaires percées aux quatre points cardinaux et voûtée à l'impériale. Au-dessus de cette salle, s'élevaient deux petites tours comportant chacune 202 marches et posées sur trompe. Lors du siège de Lyon en 1793, l'observatoire est détruit. Seule l'ancienne salle basse de l'observatoire est conservée, mais en étant modifiée. Elle sert aujourd'hui de salle d'arts plastiques. Sur le sol de la réserve, se trouvent les vestiges de la méridienne.

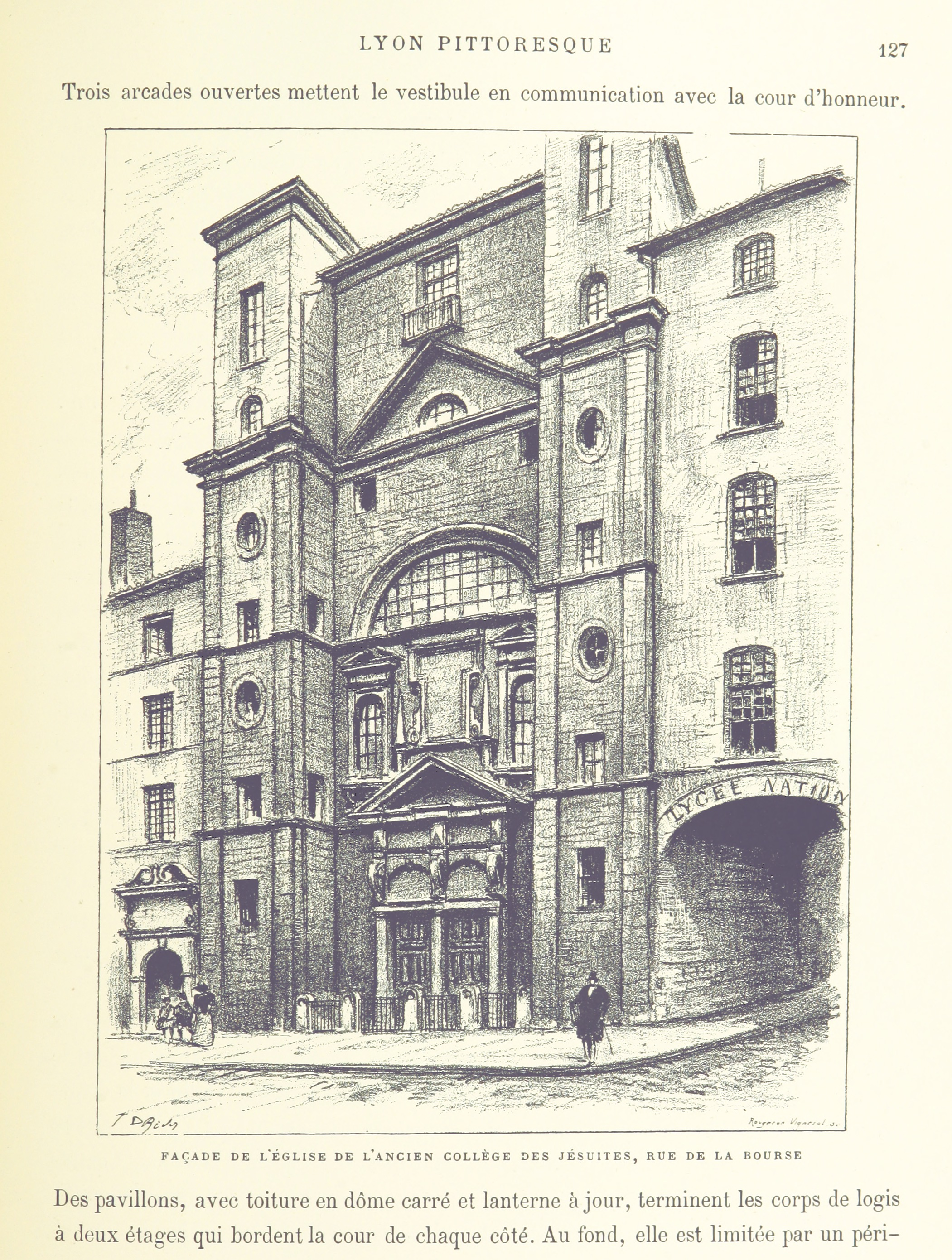
Façade de l'église en 1896.
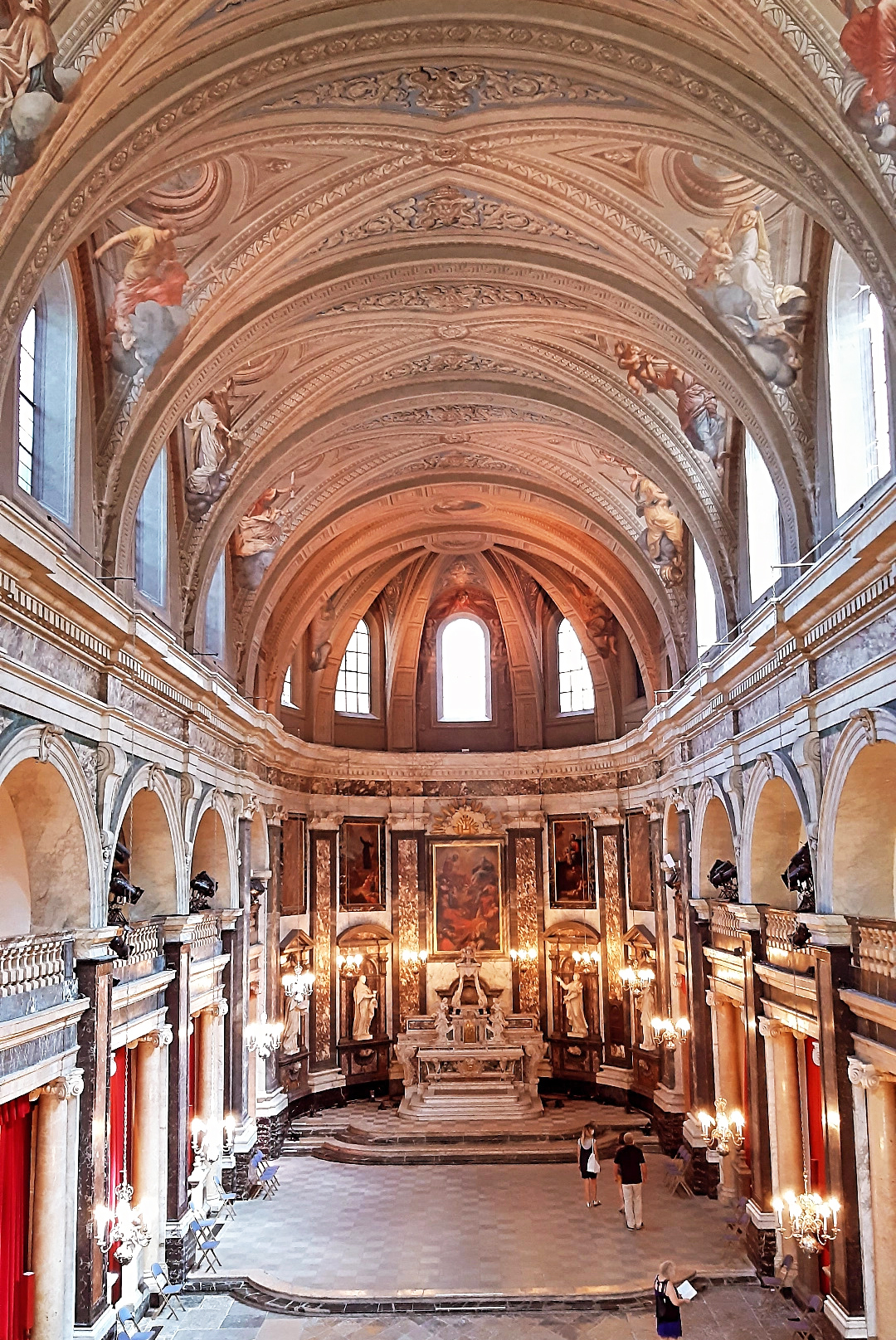
La chapelle vue de l'intérieur.

### La chapelle de l'Assomption
La première pierre de la chapelle de l'Assomption, dite chapelle des Messieurs, est posée le 14 avril 1640 à l’emplacement d’un terrain cédé en 1638 à l’angle des actuels quai Jean Moulin et passage Ménestrier. Une sacristie et une salle d'assemblée, dite salle du pilier sont ajoutées. En 1673, le décor de la chapelle est confié à Thomas Blanchet, il crée le grand autel et le retable de l'Assomption. Il peint encore douze tableaux de la Vierge (qui ont  disparu).
Sous la Révolution, l'autel est démonté et le décor enlevé (à l'exception des peintures des voûtes). En 1835, on installe un amphithéâtre de chimie, dit parfois salle du Rhône, pour la Faculté des sciences de l'Université de Lyon. L'amphithéâtre est réaménagé en 1855 par René Dardel, architecte en chef de la Ville. Depuis 1982, elle abrite le réfectoire du collège et du lycée, communiquant avec les cuisines par deux ouvertures pratiquées dans le mur nord vers les pièces en rez-de-chaussée de l'ancienne aile des oratoriens.

### Les chapelles de la Visitation et de la Purification de la Vierge
Afin de construire des bâtiments spécialement prévus pour les pensionnaires, les Jésuites commencent à acquérir des propriétés dès les années 1680. Les acquisitions deviennent particulièrement nombreuses entre 1712 et 1713. Toutes ces propriétés sont situées entre l’actuel passage Ménestrier et la rue Gentil. Se trouvent également dans cet îlot deux chapelles contiguës, toutes deux fondées en 1668,,.
La chapelle de la Purification de la Vierge est également connue sous le nom de chapelle grands artisans. Celle des grands artisans est achevée en 1673. La chapelle possédait deux accès : une porte monumentale côté passage Ménestrier (qui existe toujours) et une entrée sur cour des Meuniers. Cette cour, commune avec la chapelle de la Visitation, était accessible depuis le quai du Rhône par un passage couvert. La chapelle est richement ornée. Elle est notamment pourvue d'un maître-autel en marbre et de tableaux à sujets mariaux, dont une Purification de la Vierge de Daniel Sarrabat.
La chapelle de la Visitation est érigée pour la confrérie des affaneurs. La date de construction de la chapelle des affaneurs n'est pas connue, mais pourrait remonter au dernier quart du XVIIe siècle. Elle est achevée au plus tard en 1732. Comme la chapelle des grands artisans, elle possédait deux accès : l'un côté passage Ménestrier (aujourd'hui disparu) et l'autre côté cour des Meuniers. Elle était autrefois ornée d'un décor d’architecture en trompe l’œil sur un dessin de Jean-Antoine Morand au-dessus de lambris en chêne.
En 1766, les deux confréries sont dissoutes et les chapelles désaffectées.
La chapelle des grands artisans est réaménagée pour accueillir l'école de dessin. En 1768, elle est divisée en deux niveaux et le Collège des médecins s'installe au rez-de-chaussée leur sont réservées. Mais l'édifice est incendié et pillé au cours d'une émeute. Au XIXe siècle, la Ville loue le bâtiment à M. Brunier-Maréchal, qui y installe une fabrique de boutons. Ce dernier ne quitte les lieux qu'en 1835 À cette date, le niveau supérieur est transformé en amphithéâtre pour la Faculté des sciences. À partir de 1876, elle sert d'entrée aux classes primaires récemment créées. Par la suite, l'entresol est transformé en salle de gymnastique et le rez-de-chaussée abrite les locaux de l'association des anciens élèves du lycée Ampère, fondée en 1867. L'ancienne chapelle est actuellement occupée par le GRETA et l'entresol a été transformé en salle de spectacles.
La chapelle des affaneurs est transformée en réfectoire. Elle est actuellement utilisée comme gymnase du collège.

## Enseignement
(mars 2025).
Le lycée abrite des élèves qui préparent le baccalauréat général (S, ES, L) ainsi que des élèves en filière technologique (STMG).
Le lycée accueille des classes préparatoires aux grandes écoles (CPGE) économiques et commerciales (ECE et ECS).

### Classement du lycée
(mars 2025).
En 2018, le lycée se classe 36e sur 70 au niveau départemental quant à la qualité d'enseignement, et 1174e sur 2277 au niveau national. Le classement s'établit sur trois critères : le taux de réussite au bac, la proportion d'élèves de première qui obtient le baccalauréat en ayant fait les deux dernières années de leur scolarité dans l'établissement, et la valeur ajoutée (calculée à partir de l'origine sociale des élèves, de leur âge et de leurs résultats au diplôme national du brevet).

### Classements des CPGE
(mars 2025).
Le classement national des classes préparatoires aux grandes écoles (CPGE) se fait en fonction du taux d'admission des élèves dans les grandes écoles.
En 2015, L'Étudiant donnait le classement suivant pour les concours de 2014 :
| Filière | Élèves admis dans une grande école* | Taux d'admission* | Taux moyen sur 5 ans | Classement national | Évolution sur un an |
| --- | ----------------------------------- | ----------------- | -------------------- | ------------------- | ------------------- |
| ECE | 12 / 34 élèves                      | 35 %              | 37 %                 | 7e sur 105          | 2                   |
| ECS | 5 / 65 élèves                       | 8 %               | 5 %                  | 30e sur 95          | 16                  |
| Source : Classement 2015 des prépas - L'Étudiant (Concours de 2014). * le taux d'admission dépend des grandes écoles retenues par l'étude. Par exemple, en filière ECE et ECS, ce sont HEC, ESSEC, et l'ESCP qui ont été retenues. |                                     |                   |                      |                     |                     |

## Mouvements sociaux
Des élèves du lycée Ampère, se sont mobilisés à plusieurs reprises lors de mouvements sociaux.
- En 2016, des élèves ont bloqué leur lycée contre la loi travail[21],[22].
- En 2018, ils se sont aussi mobilisés contre la réforme du baccalauréat[23].
- En 2019, des élèves ont aussi pris part au mouvement contre le projet de réforme des retraites de 2019-2020. Un comité de lutte du lycée est mis en place[24]. Mais durant l'un de ces blocus, un élève de 15 ans est touché par un tir de LBD à la joue[25],[26].
- En 2023, des lycéens se mobilisent en bloquant plusieurs fois le lycée contre la réforme des retraites[27].

## Élèves et professeurs célèbres
- François d'Aix de La Chaise
- Jean Amadou
- André-Marie Ampère
- Robert Badinter
- Charles Baudelaire
- Laurent Béraud
- Marius Berliet
- Hubert Bonin
- Charles Bossut
- Jean-Jacques Brochier
- René-Maria Burlet
- Albin Chalandon
- René Chambe
- Édouard Daladier
- Alphonse Daudet
- Raymond Domenech
- Honoré Fabri
- Henri Frenay
- Édouard Herriot
- Pierre François Lacenaire
- Georges Lasserre
- Thierry de La Tour d'Artaise
- André Latreille
- Charles Luizet
- Claude-François Ménestrier
- Honoré Fabri

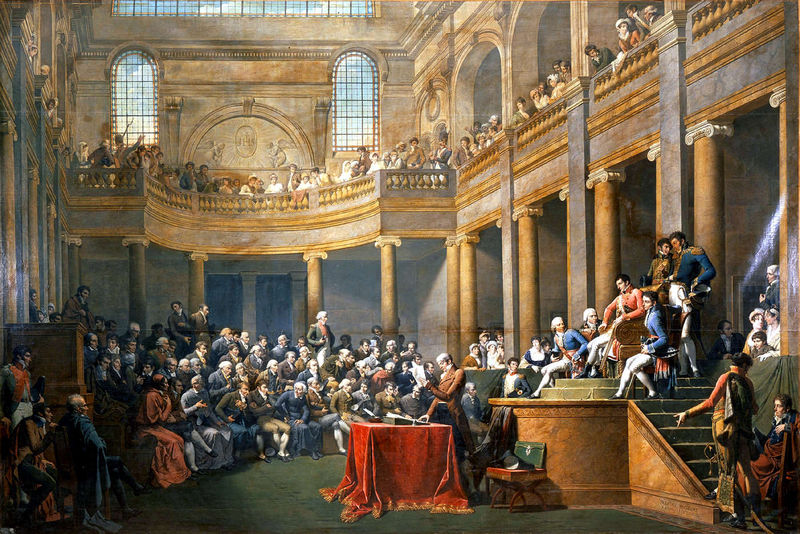
26 janvier 1802,
La Consulte de la République cisalpine réunie en comices à Lyon pour décerner la présidence au premier consul, Nicolas-André Monsiau, 1806-1808.

- Joseph Jérôme Lefrançois de Lalande
- André Manoukian
- Marcel Maréchal
- Jacques Martin
- Louis Maynard
- Max Meynier
- Claude François Milliet Dechales
- Edgar Monteil
- Jean-Étienne Montucla
- Gabriel Mouton
- Michel Noir
- Joseph-Mathias Noirot
- Frédéric Ozanam
- Bernard Pivot
- François-Antoine Pomey
- Edgar Quinet
- Marc Riboud
- Philippe Riboud
- André Ruplinger
- Francis Vian